# Ричардс, Джефф
Джефф Ричардс (англ.  Jeff Richards), (1 ноября 1922 — 28 июля 1989) — американский профессиональный игрок в бейсбол, впоследствии — киноактёр.

## Молодые годы
Ричард Тейлор родился 1 ноября 1922 в Портленде в Орегоне. Проходил военную службу на флоте. В 1946 году был демобилизован. После этого Тейлор начал играть в бейсбол. Был игроком команд «Portland Beavers» и «Salem Senators». Повредив связки, Ричардс взял временный отпуск. В период выздоровления посетил Голливуд, где прошёл пробы и подписал контракт.

## Кинокарьера
Первые годы он играл эпизодические роли в фильмах студий Warner Brothers и Twentieth Century Fox. Первая заметная роль ждала его только через три года после начала карьеры. Студия MGM пригласила его на съемки ленты «Ангелы у кромки поля», где главные роли играли Пол Дуглас и Джанет Ли. Но больше всего зрителям Джефф Ричардс запомнился исполнением роли одного из братьев,Бенджамина Понтипи, в ленте «Семь невест для семерых братьев». В следующем году Ричардс получил Золотой глобус в номинации «Новая звезда года — актёр». Однако вскоре он завершил съёмочную карьеру.

## Личная жизнь
Актёр был дважды женат. Впервые он женился 1954 года на Ширли Сибр. Супруги в том же году развелись. Второй раз Ричард женился в 1955-м на Вики Тейлор, которая была учительницей физкультуры. В них родился один ребёнок, но пара всё равно впоследствии разошлась.

## Фильмография
- 1948 — Джонни Белинда — Флойд МакКвиген
- 1951 — Ангелы у кромки поля — Дэйв Ротберг
- 1952 — Сначала и потом — Томас Фереби
- 1954 — Чайки над Сорренто — Бутч Клиландом
- 1954 — Семь невест для семерых братьев — Бенджамин Понтипи
- 1955 — Впереди — переправы — Фремон Чёрное
- 1955 — Мародёры — Кори Эверетт
- 1955 — Это собачья жизнь — Пэтч МакГилл
- 1956 — Противоположный пол — Бак Уинстон
- 1957 — Не подходи к воде — лейтенант Росс Пендлтон
- 1959 — Остров потерянных женщин — Марк Брэдли
- 1966 — Вако — КАЛЛЕН
- 1984 — Голди: последний из золотых медведей — Нед Риверс